# Wągrowiec
Wągrowiec (in tedesco Wongrowitz) è una città polacca del distretto di Wągrowiec nel voivodato della Grande Polonia.
Ricopre una superficie di 17,91 km² e nel 2007 contava 24 815 abitanti.